# Rieux-Minervois
Rieux-Minervois é uma comuna francesa na região administrativa de Occitânia, no departamento de Aude. Estende-se por uma área de 21,19 km². Em 2010 a comuna tinha 1 993 habitantes (densidade: 94,1 hab./km²).